# Нємчиці
Нємчиці (словац. Nemčice) — село, громада округу Топольчани, Нітранський край. Кадастрова площа громади — 7.96 км². Протікає Злявський потік.
Населення 987 осіб (станом на 31 грудня 2019 року).

## Історія
Нємчиці згадується 1156 року.

## Населення
| Рік:            | 1994. | 2004. | 2014.   | 2024.   |
| --------------- | ----- | ----- | ------- | ------- |
| Кількість осіб: | 0     | 938   | 980     | 942     |
| Різниця:        |       | –     | +4,47 % | -3,87 % |

| Рік:            | 2023. | 2024.   |
| --------------- | ----- | ------- |
| Кількість осіб: | 943   | 942     |
| Різниця:        |       | -0,10 % |